# Evergrande City Light
Pour les articles homonymes, voir Evergrande (homonymie).
LEvergrande City Light est un gratte-ciel en projet à Ningbo dans la province du Zhejiang en Chine. Il devrait culminer à 454 mètres pour 88 étages.